# スワード郡 (カンザス州)
スワード郡（英: Seward County）は、アメリカ合衆国カンザス州の南西部に位置する郡である。2010年国勢調査での人口は22,952人であり、2000年の22,510人から2.0%増加した。郡庁所在地はリベラル市（人口20,525人）であり、同郡で人口最大の都市でもある。スワード郡は、その全体でリベラル小都市圏を構成している。
カンザス州中央部のスタッフォード郡には、スワードという都市がある。

## 歴史
スワード郡は1873年3月20日に設立され、郡名はエイブラハム・リンカーン、アンドリュージョンソン各大統領の下で国務長官を務めたウィリアム・スワードに因んで名付けられた

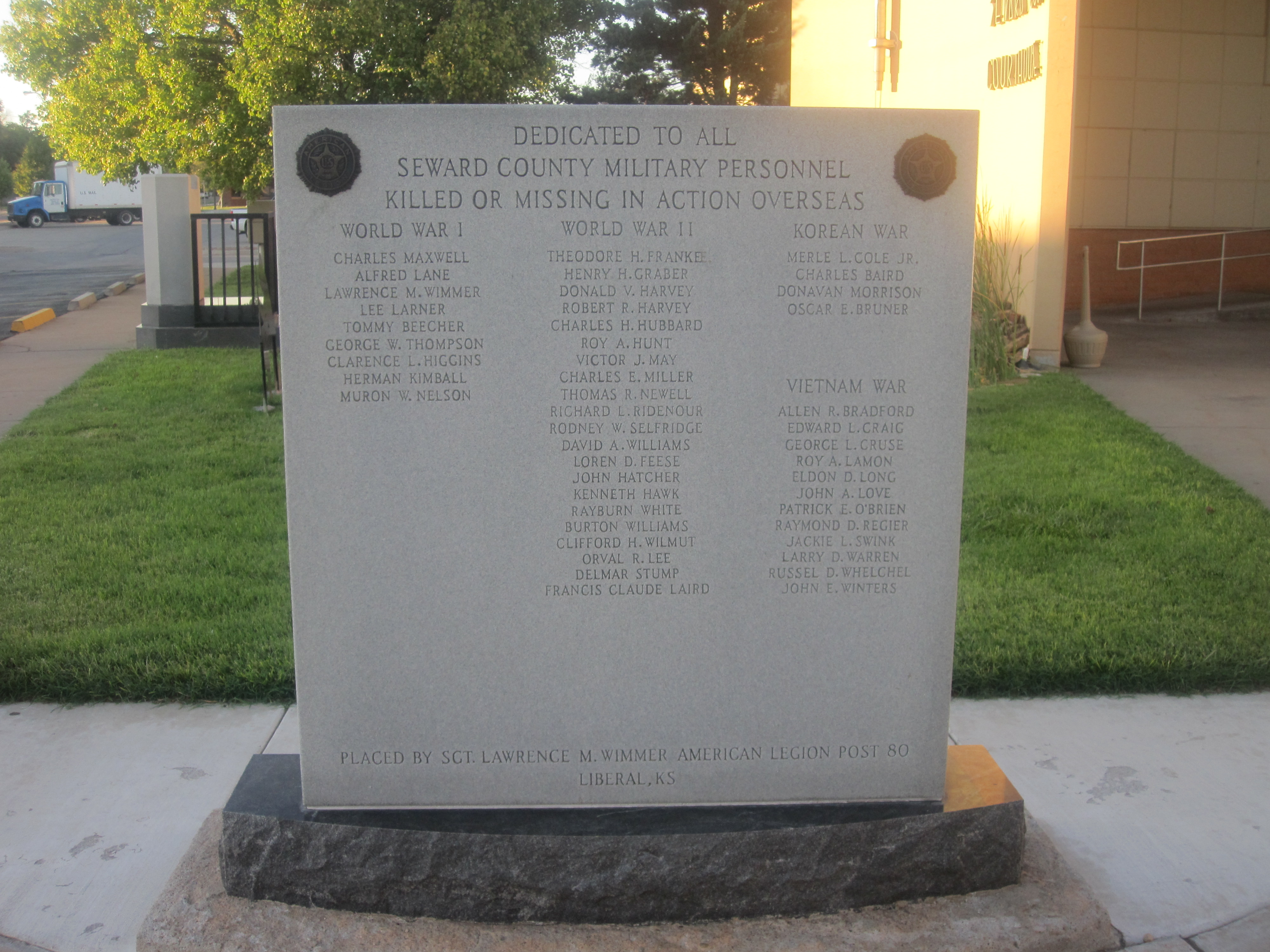
スワード郡戦没軍人記念碑

## 法と政府
スワード郡はアルコールを禁じる、すなわち「ドライ」の郡だったが、1986年にカンザス州憲法が修正され、住民は1996年の投票で個人が嗜むアルコール飲料の販売を承認した。ただし、食料販売量の30%までという制限が付いた。

### 選挙
スワード郡は伝統的に共和党の強い郡である。過去5回の州知事選挙でも民主党は郡を制することができなかった。大統領選挙の場合、1936年に民主党現職のフランクリン・ルーズベルト大統領が、カンザス州知事アルフ・ランドンに勝利したのが最後になっている。現在のカンザス州議会でも上院（1人）、下院（2人）ともに共和党議員を送り出している。

## 地理
アメリカ合衆国国勢調査局に拠れば、郡域全面積は640.51平方マイル (1,658.9 km2)であり、このうち陸地は639.52平方マイル (1,656.3 km2)、水域は0.99平方マイル (2.6 km2)で水域率は0.15%である。

### 隣接する郡
- ハスケル郡 - 北
- ミード郡 - 東
- ビーバー郡 (オクラホマ州) - 南東
- テキサス郡 (オクラホマ州) - 南西
- スティーブンズ郡 - 西

## 人口動態

人口ピラミッド

以下は2000年の国勢調査による人口統計データである。
| 基礎データ - 人口: 22,510人 - 世帯数: 7,419 世帯 - 家族数: 5,504 家族 - 人口密度: 14人/km2（35人/mi2） - 住居数: 8,027軒 - 住居密度: 5軒/km2（13軒/mi2） 人種別人口構成 - 白人: 65.44% - アフリカン・アメリカン: 3.78% - ネイティブ・アメリカン: 0.77% - アジア人: 2.86% - 太平洋諸島系: 0.06% - その他の人種: 23.81% - 混血: 3.27% - ヒスパニック・ラテン系: 42.14% 年齢別人口構成 - 18歳未満: 32.0% - 18-24歳: 11.7% - 25-44歳: 30.5% - 45-64歳: 16.9% - 65歳以上: 8.9% - 年齢の中央値: 29歳 - 性比（女性100人あたり男性の人口） - 総人口: 105.3 - 18歳以上: 103.7 | 世帯と家族（対世帯数） - 18歳未満の子供がいる: 43.5% - 結婚・同居している夫婦: 59.6% - 未婚・離婚・死別女性が世帯主: 10.0% - 非家族世帯: 25.8% - 単身世帯: 20.6% - 65歳以上の老人1人暮らし: 7.8% - 平均構成人数 - 世帯: 2.98人 - 家族: 3.46人 収入と家計 - 収入の中央値 - 世帯: 36,752米ドル - 家族: 41,1348米ドル - 性別 - 男性: 29,765米ドル - 女性: 21,889米ドル - 人口1人あたり収入: 15,059米ドル - 貧困線以下 - 対人口: 16.9% - 対家族数: 13.9% - 18歳未満: 21.0% - 65歳以上: 7.3% |

## 都市と町

### 法人化された都市
都市名の後の数字は2010年国勢調査での人口を示す。
- リベラル, 20,525 - 郡庁所在地
- キスメット, 459

## 郡区
スワード郡は3の郡区に分けられている。リベラル市は「政治的に独立」と見なされ、下記郡区の数字からは外されている。下表で「人口中心」は最大都市であり、特に大きな数字でなければ、郡区の人口に含まれるものである。

## 教育

### 統一教育学区
- リベラル USD 480
- キスメット・プレーンズ USD 483